# Papa Joan XII
El papa Joan XII (llatí: Ioannes XII; vers 930/937  - 14 de maig de 964), nascut Octavià de Túsculum, va ser bisbe de Roma i governant dels Estats Pontificis des del 16 de desembre de 955 fins a la seva mort l'any 964. Va estar relacionat amb els comtes de Tusculum, una família romana poderosa que havia dominat la política papal durant més de mig segle. Es va convertir en papa a finals de l'adolescència o principis dels vint. El 960 es va enfrontar amb els llombards al sud. Incapaç de controlar Roma fàcilment, va demanar ajuda al rei Otó I d'Alemanya i el va coronar emperador. El pontificat de Joan XII es va fer famós per la suposada depravació i mundanitat amb què va dirigir el seu càrrec. Aviat es va barallar amb Otó, però va morir abans que Otó pogués tenir èxit en el seu intent de deposar-lo. Fou el tercer pontífex que es va canviar de nom quan va pujar al tron. Era mal vist tant pel poble com per la jerarquia a causa de la seva corrupció en el càrrec. El seu és considerat un dels pitjors papats de la història.

## Biografia

### Família
Octavi era fill d'Alberic II de Túsculum, patrici i autodenominat príncep de Roma. Es creu que la seva mare era Alda de Vienne, germanastra d'Alberic i filla del rei Hug d'Italia. Tanmateix, hi ha alguns dubtes sobre això. Benet de Soracte va registrar que Octavi era fill d'una concubina ( Genuit (Alberic) ex his principem ex concubinam filium, imposuit eis nomen Octabianus), però el seu llatí no és clar. Si fos fill d'Alda, hauria tingut 18 anys quan esdevingué papa, però si fos fill d'una concubina podria haver tingut fins a 7 anys més. Va néixer a la comarca de la Via Lata, el barri aristocràtic que es trobava entre el Turó del Quirinal i el camp de Mart. El seu nom de pila, que evocava August, era un clar indicador de com es veia la família i del seu destí. 

### Elecció
Abans de morir l'any 954, el seu pare Alberic va jurar als nobles romans a Sant Pere dient que el proper en ocupar el tron pontifici seria el seu fill, Octavi, el qual ja havia iniciat la carrera eclesiàstica com a sacerdot.. Amb la mort del seu pare, i sense cap oposició, va succeir al seu pare com a príncep dels romans, entre els 17 i els 24 anys.
Quan el papa Agapit II va morir ell tenia el càrrec de cardenal diaca de la parròquia de Santa Maria in Dominica. Fou consagrat papa el 16 de desembre del 955, i es va canviar el nom de bateig Octavià pel de Joan, imitant el que ja havien abans Joan II i Joan III. Ja des del principi, amb relació a temes seculars, el nou papa va emetre les seves directrius amb el nom d'Octavi, mentre que en tots els assumptes relacionats amb l'Església, va emetre butlles papals i altres materials sota el seu nom pontifici de Joan.

### El regnat pontifici
Al voltant de l'any 960, Joan va dirigir personalment un atac contra els ducats longobards de Beneventum i Càpua, presumiblement per recuperar parts dels Estats Pontificis que havien perdut contra ells. Davant la vista de Joan marxant al capdavant d'un exèrcit d'homes de Tusculum i Spoleto, els ducs de Beneventum i Càpua van demanar ajuda a Gisulf I de Salern, que va venir en la seva ajuda. Joan es va retirar al nord i va entrar en negociacions amb Gisulf a Terracina. Es va aconseguir un tractat entre les dues parts, i el preu de la no ingerència de Gisulf va ser que Joan acceptés que el papat ja no reclamaria Salern com a patrimoni papal.
Joan aviat va descobrir que era incapaç de controlar la poderosa noblesa romana com el seu pare havia fet sense esforç. Al voltant de la mateixa època, el rei Berengari II d'Itàlia va començar a atacar el territori del papa. Per tal de protegir-se de les intrigues polítiques a Roma i del poder de Bérengar II, Joan va enviar uns legats papals l'any 960 al rei Otó I d'Alemanya, a qui havia estat prèviament concedit el rang de patrici, demanant la seva ajuda. Acceptant la invitació de Joan, Otó va entrar a Itàlia el 961. Berengari es va retirar ràpidament als seus reductes, i Otó va procedir a entrar a Roma el 31 de gener de 962. Allà es va reunir amb Joan i va procedir a jurar sota jurament que faria tot per defensar el papa:
| « | A tu, el Senyor Papa Joan, jo, rei Otó, prometo i juro, pel Pare, el Fill i l'Esperit Sant, per la fusta de la creu vivificant, i per aquestes relíquies dels sants, que, si per la voluntat de Déu vinc a Roma, exaltaré al màxim la santa Església Romana i tu el seu governant; i mai per la meva voluntat o per la meva instigació no perdràs la vida, ni els membres ni l'honor que posseïs. I sense el vostre consentiment mai, dins de la ciutat de Roma, mantindré un placitum (súplica) ni faré cap reglament que us afecti a vosaltres o als romans. Sigui quin sigui el territori de Sant Pere que estigui al meu abast, us renunciaré. E a qui confiaré el regne d'Itàlia, li faré jurar que us ajudarà en la mesura que pugui a defensar les terres de Sant Pere. | » |

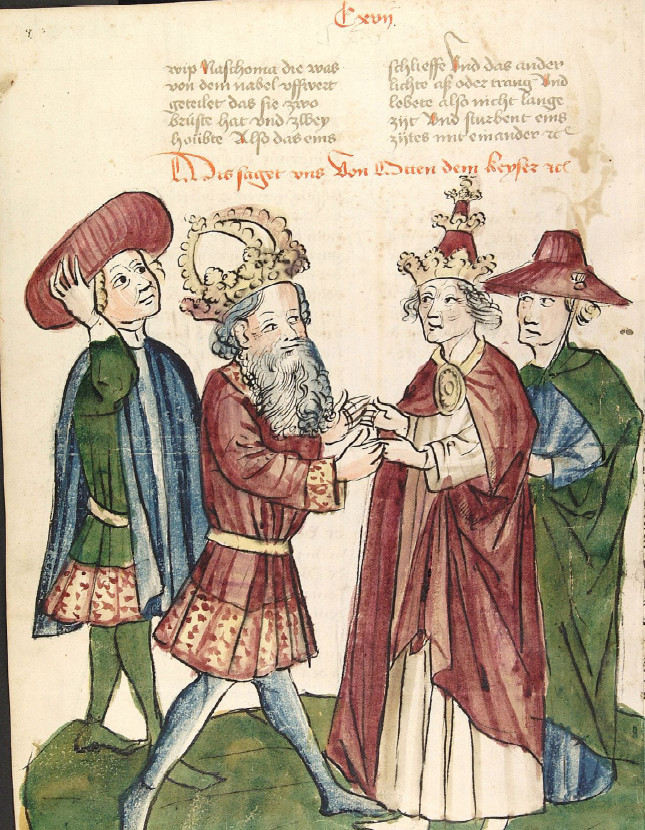
L'emperador Otó I rebent Joan XII

Joan va procedir llavors a coronar Otó com a emperador, el primer a l'oest des de la mort de Berenguer I d'Itàlia gairebé 40 anys abans. El papa i la noblesa romana van jurar sobre les restes enterrades de sant Pere de ser fidels a Otó i de no prestar ajuda a Bérengar II o al seu fill Adalbert. Onze dies després, el papa i l'emperador van ratificar el Diploma Ottonianum, en virtut del qual l'emperador esdevenia el garant de la independència dels Estats Pontificis, que anava des de Nàpols i Càpua al sud fins a La Spezia i Venècia al nord. Aquesta va ser la primera garantia efectiva d'aquesta protecció des de l'enfonsament de l'Imperi Carolingi gairebé 100 anys abans. També va confirmar la llibertat de les eleccions papals, però va conservar el dret imperial a acceptar l'elecció abans de la consagració papal, alhora que va mantenir les clàusules de la Constitutio Romana que limitaven el poder papal temporal.

### Afers eclesiàstics

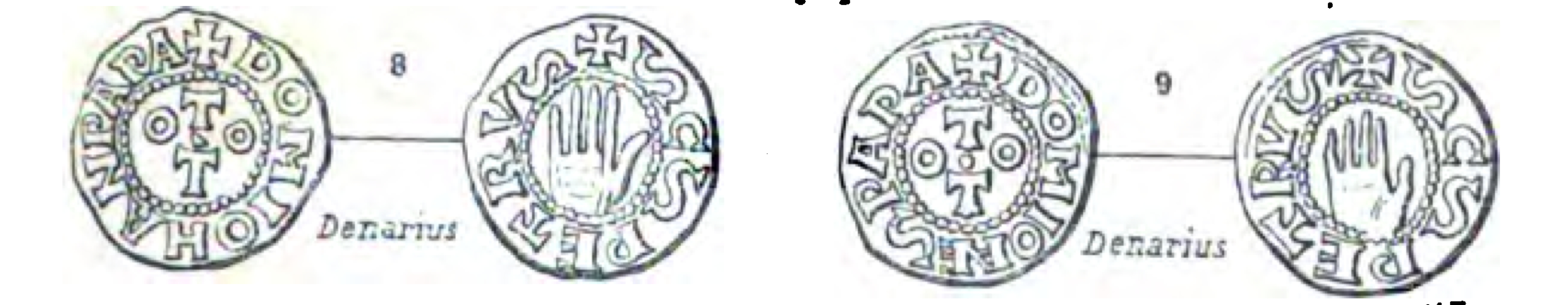
Monedes de Joan XII

Tot i que el papa Joan XII va ser condemnat per les seves maneres mundanes, encara va aconseguir dedicar una mica de temps als afers de l'església. A principis de 956, va escriure a Guillaume de Mayence, el legat papal a Alemanya, preocupat per la feina eclesiàstica allà, exhortant-lo a continuar el seu treball allà, especialment contra aquells que "devastarien les esglésies de Déu". Va demanar a Guillem que l'informés del que passava tant a França occidental com a Alemanya. Joan va escriure també a Enric, el nou arquebisbe de Trèveris, concedint-li el pal·li i animant-lo a portar una bona vida. El 958, va concedir privilegis a l'abadia de Subiaco, amb la condició que:
| « | Cada dia els sacerdots i els monjos haurien de recitar, pel bé de la nostra ànima i de les ànimes dels nostres successors, cent Kyrie eleisons i cent Christe eleisons , i que tres cops per setmana els sacerdots ofereixin la Santa Missa a Déu Totpoderós per a l'absolució de la nostra ànima i la dels nostres successors. | » |

L'any 960 Joan va confirmar el nomenament de Dunstan com a arquebisbe de Canterbury, que va viatjar a Roma per rebre el pal·li directament de les mans de Joan XII.
El 12 de febrer de 962, Joan va convocar un sínode a Roma a instàncies de l'emperador Otó. Allà, Joan va acceptar establir l'arquebisbat de Magdeburg i el bisbat de Merseburg, va atorgar el pal·li als arquebisbes de Salzburg i Trèveris i va confirmar el nomenament de Rateri com a bisbe de Verona. També va aprovar una petició d'excomunió del bisbe Hug de Vermandois, que havia intentat recuperar la seva antiga posició com a arquebisbe de Reims. Aquesta excomunió va ser reconfirmada per Joan en un altre sínode celebrat a Pavia més tard aquell mateix any.
Segons Horace Kinder Mann, "els assumptes eclesiàstics no semblaven haver tingut gaire atracció per Joan XII".

### Conflicte amb Otó i mort
Otó va marxar de Roma el 14 de febrer de 962 per portar Berengari II al taló. Abans de marxar, va suggerir que Joan, "que va passar tota la seva vida en vanitat i adulteri", renunciés al seu estil de vida mundà i sensual. Joan va ignorar aquest consell i va veure amb creixent ansietat com Otó expulsava ràpidament Berengari dels Estats Pontificis. Quan Otó I fou nomenat emperador li van començar arribar queixes sobre la moral del papa. Aquest se'n va voler assegurar i va entrar en contacte amb l'emperador romà d'Orient i amb el rei Adalbert d'Itàlia.Cada cop amb més por del poder de l'emperador, va enviar enviats als magiars i a l'Imperi Romà d'Orient per formar una lliga contra Otó. També va entrar en negociacions amb el fill de Berengari, Adalbert.
Els ambaixadors de Joan van ser capturats per Otó I, que va enviar una diputació a Roma per descobrir què passava a les seves esquenes. Mentrestant, Joan va enviar els seus propis enviats a Otó, inclòs el futur papa Lleó VIII, que va intentar tranquil·litzar l'emperador que Joan estava intentant reformar la cort papal. No obstant això, el 963, Otó es va assabentar després que Adalbert havia estat autoritzat a entrar a Roma per discutir amb Joan. Amb Berengar efectivament derrotat i empresonat, Otó va tornar a Roma, assetjant-la l'estiu del 963. Va trobar una ciutat dividida; els partidaris de l'emperador que havien informat de l'arribada d'Adalbert a Roma s'havien amagat a Joannispolis, una secció fortificada de Roma centrada a la basílica de Sant Pau Extramurs. Mentrestant, Joan i els seus partidaris van conservar l'antiga ciutat lleonina. Al principi Joan es va preparar per defensar la ciutat; apareixent amb armadura, va aconseguir conduir les forces d'Otó a través del riu Tíber. No obstant això, ràpidament va decidir que no podia continuar defensant la ciutat, i així, portant el tresor papal amb ell, ell i Adalbert van fugir a Tibur.
Posteriorment Otó I va convocar el 6 de novembre de 963 un concili que va exigir que Joan es presentés i es defensés dels càrrecs d'incest, homosexualitat, perjuri, homicidi i sacrilegi. Joan va respondre amenaçant amb excomunicar a qualsevol que intentés deposar-lo. Sense desanimar-se, l'emperador i el concili van deposar Joan XII, que en aquell moment havia anat a caçar a les muntanyes de Campània, i van escollir el papa Lleó VIII en el seu lloc.
Els habitants de Roma van organitzar un intent de revolta en suport de Joan fins i tot abans que Otó I abandonés la ciutat, però va ser sufocat amb una gran pèrdua de vides. No obstant això, a la marxa de l'emperador, Joan XII va organitzar un exèrcit pagat amb els tresors de l'Església que havia robat i va tornar al capdavant d'una gran companyia d'amics i criats, fet que va fer que Lleó VIII fugís amb l'emperador per seguretat. En entrar a Roma el febrer de 964, Joan va procedir a convocar un sínode que va declarar la seva deposició com a anticanònica. Després de mutilar alguns dels seus enemics, va tornar a ser el governant efectiu de Roma. Enviant Otgar, bisbe d'Espira a l'emperador, va intentar arribar a algun allotjament amb Otó, però abans que res pogués arribar-hi, Joan XII va morir el 14 de maig de 964. Segons Liutprand de Cremona, Joan va morir d'una apoplexia mentre gaudia d'una trobada sexual adúltera fora de Roma. Atres teories indiquen que va ser assassinat per un marit gelós que havia sorprès el papa amb la seva dona; o que tindria un amant masculí, que el va assassinar per gelosia.
Joan va ser enterrat al Sant Joan del Laterà. El papa Benet V el va succeir aviat, però va ser deposat amb èxit per Lleó VIII.

## Llegat

### Caràcter i reputació

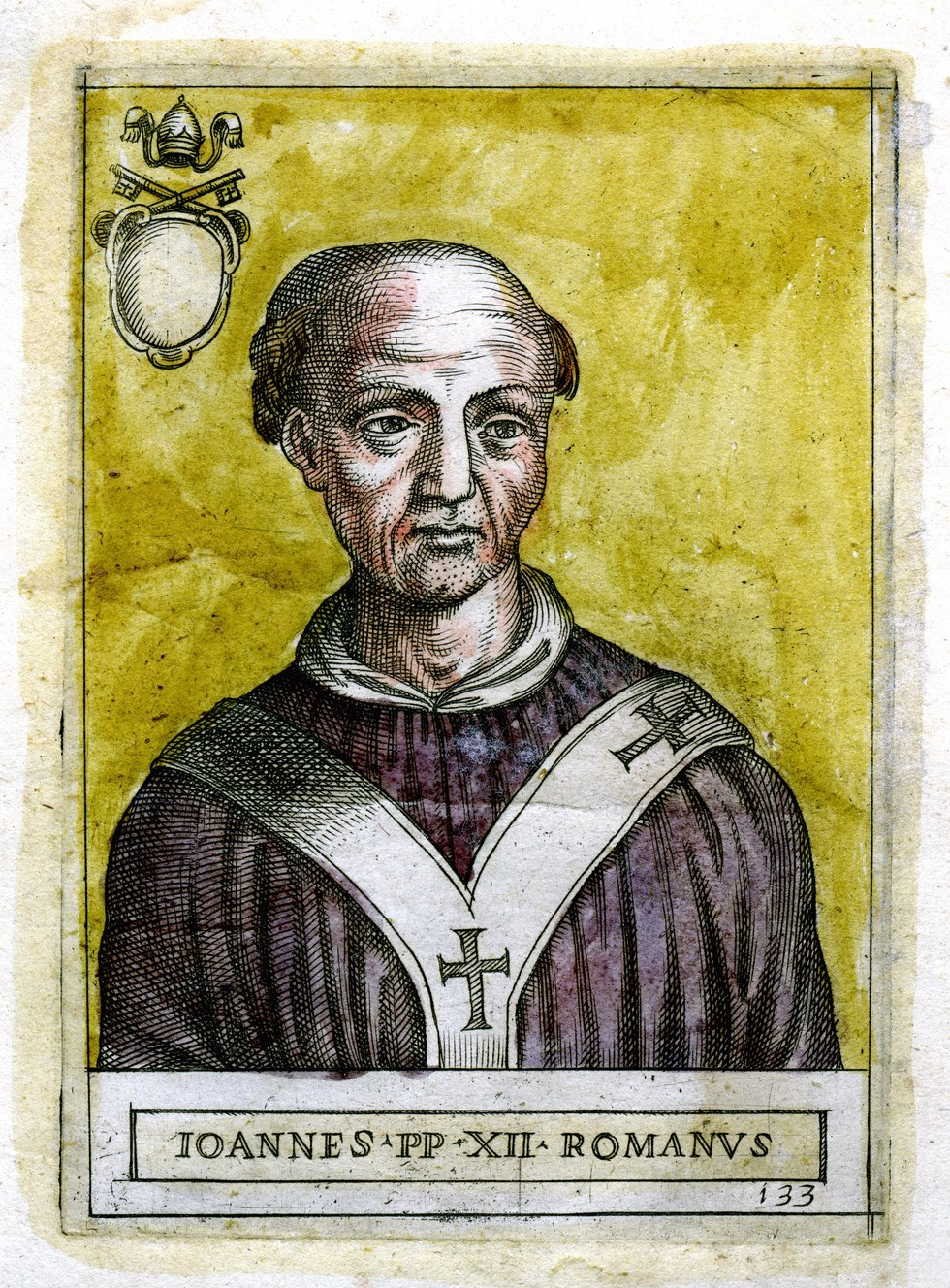
El papa Joan XII representat en un gravat del contingut al Pontificum Romanorum effigies de Giovanni Battista de'Cavalieri.

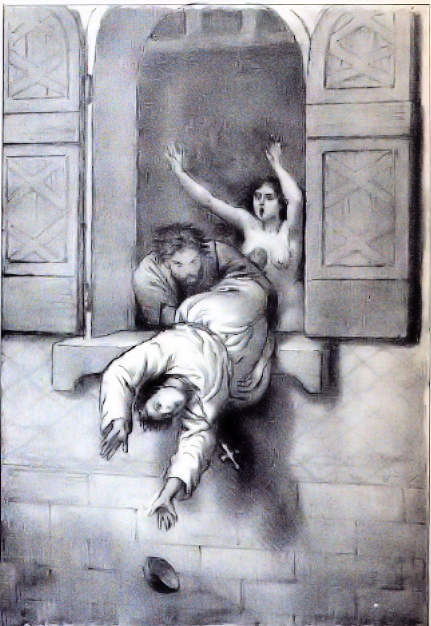
La mort del papa Joan XII: segons la llegenda, un noble indignat va defenestrar Joan després d'enllitar-se amb la seva muller

El doble paper de Joan com a príncep secular de Roma i cap espiritual de l'església va veure que el seu comportament s'inclinava cap al primer en lloc del segon. Va ser representat com un home groller i immoral en els escrits que queden sobre el seu papat, la vida del qual va ser tal que es va parlar del Palau del Laterà com un bordell, i la corrupció moral a Roma es va convertir en objecte de desgràcia general. El seu estil de vida s'adaptava al príncep secular que era, i els seus enemics polítics utilitzarien aquestes acusacions per ennegrir la seva reputació no només per justificar, sinó per enfosquir les dimensions polítiques de la seva deposició.
És amb aquest propòsit que Liutprand de Cremona, partidari de l'emperador del Sacre Imperi Romanogermànic Otó I, dóna compte dels càrrecs que es van fer contra ell al Sínode de Roma l'any 963:
| « | Aleshores, aixecant-se, el cardenal prevere Pere va declarar que ell mateix havia vist a Joan XII celebrar la missa sense fer la comunió. Joan, bisbe de Narni, i Joan, cardenal diaca, van professar que ells mateixos van veure que un diaca havia estat ordenat en una quadra de cavalls, però no estaven segurs del moment. Benet, cardenal diaca, amb altres codiaques i preveres, va dir que sabien que li havien pagat per l'ordenació de bisbes, concretament que havia ordenat un bisbe de deu anys a la ciutat de Todi... Van declarar sobre el seu adulteri, que no van veure amb els seus propis ulls, però tanmateix ho sabien amb certeza: havia fornicat amb la vídua de Rainier, amb Stephana, la concubina del seu pare, amb la vídua Anna i amb la seva pròpia neboda, i va convertir el palau sagrat en casa de leciocini. Van dir que havia anat a caçar públicament; que havia encegat el seu confessor Benet, i després Benet havia mort; que havia matat Joan, cardenal sotsdiaca, després de castrar-lo; i que havia calat foc, cenyit una espasa i posat casc i cuirassa. Tots, clergues i laics, van declarar que havia brindat pel diable amb vi. Van dir que quan jugava als daus, invocava Júpiter, Venus i altres dimonis . Fins i tot deien que no celebrava les matines a les hores canòniques ni feia el senyal de la creu. | » |

Tanmateix, altres contemporanis també van acusar Joan de comportament immoral. Per exemple, Ratherius de Verona va escriure:
| « | Quina millora es podria buscar si fos elegit a la Seu Apostòlica un que duia una vida immoral, que era bel·licista i perjur, i que es dedicava a la caça, la venda ambulant, el joc i el vi? | » |

Al final, però, gran part de la condemna extrema posterior de Joan XII es deriva de les acusacions registrades per Liudprand de Cremona. Així, segons el ferotgement anticatòlic Louis Marie DeCormenin:
| « | Joan XII era digne de ser el rival d'Elagàbal... un lladre, un assassí i una persona incestuosa, indigne de representar Crist al tron pontifici... Aquest abominable sacerdot va embrutar la càtedra de Sant Pere durant nou anys sencers i mereixia ser anomenat el més malvat dels papes. | » |

L'historiador Ferdinand Gregorovius va ser una mica més simpàtic:
| « | Els instints princopescos de Joan eren més forts que el seu gust pels deures espirituals, i les dues natures —la d'Octavi i la de Joan XII— es trobaven en conflicte desigual. Cridat com era en la immaduresa de la joventut a una posició que li donava reivindicacions sobre la reverència del món, el seu judici el va abandonar i es va submergir en la sensualitat més desenfrenada. El palau del Laterà es va convertir en una residència de disturbis i disbauxa. Els daurats joves de la ciutat eren els seus companys diaris... El fill del gloriós Alberic va caure així en sacrifici a la seva pròpia passió desenfrenada i a la posició anòmala que ocupava al mateix temps com a Príncep i Papa. La seva joventut, la grandesa del seu pare, les tràgiques discòrdies de la seva posició, reclamen per a ell un judici indulgent. | » |

Fins i tot Horace Mann, un defensor papal, es va veure obligat a reconèixer:
| « | No hi ha cap dubte que Joan XII era tot allò llevat del que hauria d'haver estat un Papa, el pastor principal de la cristiandat. | » |

### Enllaç a la llegenda de la papessa Joana
Onofrio Panvinio, en l'edició revisada del llibre de Bartolomeo Platina sobre els papes, va afegir una nota elaborada que indica que la llegenda de la papessa Joana es pot basar en una amant de Joan XII: "Panvinius, en una nota al relat de Platina sobre el papa Joan, suggereix que la llicència de Joan XII, qui, entre les seves nombroses amants, va exercir durant Roma la seva influència pontifical, anomenada Joana. pot haver donat lloc a la història del 'papessa Joana'".